# Neithard Resa
Neithard Resa   (Berlín, 1 de setembre de 1950) és un violista alemany i antic membre de la Filharmònica de Berlín.

## Biografia
Resa va néixer a Berlín com a fill d'un comerciant i va començar a tocar el violí als set anys. Va estudiar violí a la "Musikhochschule" Berlin el 1969, primer amb Michael Schwalbè, des del 1971 en privat amb Marie-Luise von Kleist König i el 1972 amb Max Rostal. El 1975 va canviar a viola. Als anys setanta, va treballar juntament amb la "Sinfonieorchester Aachen" a través del "Deutscher Musikrat" i es va convertir en membre del Boerries Quartet. El 1976, va aprovar el seu examen final artístic i el 1977, el seu examen de concert a la "Hochschule für Musik und Tanz Köln". El 1977 va marxar als Estats Units amb una beca del "German Academic Exchange Service", on el violista Michael Tree del Guarneri String Quartet el va ensenyar a Filadèlfia.
Com a successor de Giusto Cappone, Resa es va convertir en la viola principal amb la Berliner Philharmoniker del 24 d'agost de 1978 al 2010, on va romandre fins a la seva jubilació. A més de tocar l'orquestra, està especialment compromès amb la música de cambra. Del 1980 al 1987 va tocar octet a la Filharmònica, des del 1985 és membre fundador i violista juntament amb els seus companys d'orquestra Daniel Stabrawa (primer violí), Christian Stadelmann (segon violí) i Jan Diesselhorst (violoncel) al Quartet Philharmonia Berlín. Del 1985 al 1997, Resa va fer classes a l'Acadèmia Karajan. Va actuar com a solista amb directors com Bernard Haitink, Daniel Barenboim i Zubin Mehta.
El 24 de juny de 2017, va ser succeït per Simon Rattle, director d'orquestra de la Filharmònica de Berlín.